# Stephan Protschka
Stephan Protschka (* 8. November 1977 in Dingolfing) ist ein rechtsextremer deutscher Politiker (AfD) und seit 2017 Mitglied des Deutschen Bundestages. Von Dezember 2017 bis Juni 2022 war er einer von sechs Beisitzern im AfD-Bundesvorstand. Er gehörte der offiziell aufgelösten rechtsextremen AfD-Strömung Der Flügel an. Seit Oktober 2021 ist er Vorsitzender des bayerischen AfD-Landesverbands.

## Leben
Nach Besuch der Hauptschule Mamming und der Realschule Dingolfing absolvierte er eine Lehre zum Elektroinstallateur und leistete anschließend Grundwehrdienst bei der Bundeswehr.
Zuletzt übte er mehrere selbständige Tätigkeiten aus, unter anderem als Vertriebspartner von Kosmetika der Marke Forever Living Products.
Er bildete sich im Laufe seiner Karriere zum Vermögensberater (DBBV) und zum Finanzanlagenfachmann (IHK) weiter.
Protschka ist römisch-katholisch, verheiratet und Vater von zwei Kindern.

## Politik
Protschka war von 1993 bis 2010 Mitglied der Jungen Union Bayerns, wurde 2012 Mitglied des AfD-Vorläufervereins Wahlalternative 2013 und ist seit 2013 Mitglied der AfD. Als Motiv für seinen Eintritt nannte er die Maßnahmen zur Eurorettung der Bundesregierung. Daraufhin habe er die Union verlassen, eine neue politische Heimat gesucht und sei in die AfD eingetreten.
Im November 2013 trat er aus gesundheitlichen Gründen als Bezirksvorsitzender der AfD Niederbayern zurück.

### Deutscher Bundestag
Nach der Bundestagswahl 2017 zog Protschka über die Landesliste der AfD Bayern in den Deutschen Bundestag ein.
Er ist ordentliches Mitglied im Bundestags-Ausschuss für Ernährung und Landwirtschaft sowie dessen Obmann. Zudem gehört er als stellvertretendes Mitglied dem Ausschuss für Umwelt, Naturschutz und nukleare Sicherheit an. Klimaschutzmaßnahmen wie beispielsweise dem vom Klimakabinett vorgelegten Klimapaket spricht er jegliche „Auswirkung auf das Weltklima“ ab.
Im Dezember 2017 wurde er zu einem von sechs Beisitzern im AfD-Bundesvorstand gewählt.
Er gehört der offiziell aufgelösten rechtsextremen AfD-Strömung Der Flügel an.
Zur Bewältigung seiner Mandatsaufgaben und Unterstützung seiner parlamentarischen Arbeit hatte Protschka nach Recherchen von Zeit Online, ähnlich wie achtzehn weitere Abgeordnete seiner Fraktion, Mitarbeiter aus dem rechtsextremen Milieu eingestellt: Der Mitarbeiter war Mitglied der schlagenden Berliner Burschenschaft Gothia. Neben diesem hätten sich nach Angaben der taz auch zwei weitere seiner Mitarbeiter an Aktionen oder Demonstrationen der Identitären Bewegung beteiligt.
Im Jahr 2019 stiftete Protschka unter anderen zusammen mit den unter Beobachtung des Verfassungsschutzes stehenden Organisationen Junge Alternative Berlin sowie Akademische Burschenschaft Markomannia Wien zu Deggendorf im polnischen Beuthen ein Kriegsdenkmal. Darauf wird auch deutscher „Selbstschutzkämpfer“ gedacht, unter anderem dem Selbstschutz Oberschlesien. Der Volksdeutsche Selbstschutz war in Osteuropa im Zweiten Weltkrieg an der Ermordung zehntausender Polen und Juden beteiligt. Auch die NPD-Jugendorganisation Junge Nationalisten zählte zu den Mitstiftern.
Die Inschrift wurde der Gazeta Wyborcza zufolge später entfernt.
Gemäß dem polnischen Institut für Nationales Gedenken verstößt der Gedenkstein gegen geltendes polnisches Gesetz, da das Gedenken an Angehörige von NS-Organisationen lediglich nach bestimmten Regeln auf 13 Kriegsfriedhöfen gestattet ist. Wenige Tage nach der Aufstellung wurde der Gedenkstein wieder entfernt. In einem von Jens-Christian Wagner initiierten offenen Brief forderten 25 Historiker, darunter Norbert Frei, Michael Wildt, Miriam Rürup und Frank Bajohr, Protschka zur Rückgabe seines Bundestagsmandats auf, die polnische Staatsanwaltschaft nahm Ermittlungen wegen Beleidigung des Gedenkens an NS-Opfer auf.
Protschka wurde am 1. Dezember 2019 auf dem AfD-Bundesparteitag in Braunschweig zum Beisitzer im AfD-Bundesvorstand wiedergewählt.
Bei der Bundestagswahl 2021 zog er über Platz 3 der Landesliste wieder in den Deutschen Bundestag ein.
Am 17. Oktober 2021 wurde Protschka auf dem Landesparteitag in Greding zum neuen Landesvorsitzenden der AfD Bayern gewählt. Im zweiten Anlauf setzte er sich mit 51,8 % der Stimmen gegen die bisherige Landesvorsitzende Corinna Miazga (22,3 %) und gegen Martin Sichert (23,6 %) durch.
Im Dezember 2024 wurde er zum Spitzenkandidaten der bayerischen AfD gewählt. 
Bei der Bundestagswahl 2025 wurde Stephan Protschka in den 21. Deutschen Bundestag gewählt. Im Bundestags-Wahlkreis Rottal-Inn unterlag er Günter Baumgartner, zog aber über die Landesliste Bayern in den Bundestag ein. Dort ist er Mitglied im Ausschuss für Landwirtschaft, Ernährung und Heimat.

## Verhalten in sozialen Netzwerken
2014 schrieb Protschka auf seinem Twitter-Profil, Bundeskanzlerin Angela Merkel plane einen „deutschen Völkermord“ sowie dass die EU nicht Europa, sondern „das 4. Reich“ sei.
Im November 2017 wurde bekannt, dass Protschka neben weiteren AfD-Abgeordneten Mitglied der Facebook-Gruppe „Die Patrioten“ ist. Dort wurden unter anderem Holocaustopfer verunglimpft und auch Adolf Hitler und die Wehrmacht glorifiziert. Aus dieser Gruppe auszutreten, wie vom AfD-Fraktionsgeschäftsführer empfohlen, lehnte Protschka ab.
Über Protschkas Twitter-Account wurde am 29. August 2018 der abfotografierte, ungeschwärzte Haftbefehl
gegen einen mutmaßlichen Haupttäter, der an der Tötung eines 35-Jährigen in Chemnitz beteiligt gewesen sein soll, veröffentlicht, inklusive persönlicher Daten der Zeugen.
Der Tweet wurde kurz darauf wieder gelöscht, die Staatsanwaltschaft Dresden leitete daraufhin ein Prüfverfahren ein.
Im Dezember 2018 twitterte Protschka über einen Deutschkenianer, der wegen Mordverdachts festgenommen wurde, er sei ein „Passbeschenkter“ und „kein Deutscher“.
Nach dem Anschlag in Würzburg im Juni 2021, bei dem drei Menschen getötet und weitere schwer verletzt wurden, twitterte Protschka, die Tat sei auch „dank Merkel“ geschehen.

## Aufhebung der Immunität
Am 6. Juli 2022 hob der Bundestag Protschkas parlamentarische Immunität wegen des Verdachts auf Fälschung beweiserheblicher Daten auf. Im März 2023 stellte die Staatsanwaltschaft Landshut die Ermittlungen ein, weil sich kein hinreichender Tatverdacht ergab.
Am 6. Juli 2023 hob der Bundestag Protschkas parlamentarische Immunität erneut auf. Zuvor war Protschka vom bayerischen Ministerpräsidenten Markus Söder (CSU) wegen Beleidigung angezeigt worden. Protschka hatte ihn beim Politischen Aschermittwoch unter anderem als „Landesverräter“ und „Södolf“ – eine Wortschöpfung aus Söder und Adolf Hitler – bezeichnet. Im November 2023 erging auf Antrag der Generalstaatsanwaltschaft München durch das Amtsgericht Deggendorf ein Strafbefehl über 60 Tagessätze zu je 400 Euro gegen Protschka, gegen den er Einspruch einlegte. Im Juni 2024 wurde das Verfahren gegen eine Auflage zur Zahlung von 12.000 Euro eingestellt.